# ヴイックスヴェポラッブ

ヴイックスヴェポラッブ（英: Vicks VapoRub）は、胸・のどや背中に塗ることにより風邪の諸症状を緩和する軟膏剤。日本の医薬品、医療機器等の品質、有効性及び安全性の確保等に関する法律では指定医薬部外品に分類されている。
日本での発売元（2002年～2025年7月※後述）は大正製薬、それ以外の地域ではP&Gである。

## 成分
（100gあたり）
- dl-カンフル 5.26g、テレビン油 4.68g、l-メントール 2.82g、ユーカリ油 1.33g、ニクズク油 0.69g、杉葉油 0.44g

ほかに添加剤としてチモール、ワセリンを含む。

## 特徴
揮発性の有効成分を鼻や口から吸入することにより呼吸を改善するとともに、皮膚から吸収して体温を上昇させ、鼻詰まりやくしゃみなどの症状を緩和させる。外用薬であるため、内服薬の服用が困難な幼児（ただし、生後6ヵ月以上）や高齢者にも比較的容易に使用できる。抗ヒスタミン薬など眠気を誘発する成分は含まれていない。
ビンとチューブタイプの容器がある。

## 日本での販路
当初は日本ヴイックスより販売されていたが、同社は1985年にP&Gの傘下に入り、1988年にプロクター・アンド・ギャンブル・ヘルスケアに社名変更した。
その後2002年に咳止めドロップの「ヴイックス メディケイテッド ドロップ」とともに大正製薬に事業譲渡されたが、現在でもヴイックスの名を冠して販売されている。
しばしばヴェポラップ（半濁音）と呼ばれるが、正しくはヴェポラッブ（濁音）である。
2025年7月14日、大正製薬は「ヴイックス ヴェポラッブ」の販売を2025年9月30日をもって終了すると発表した。今後はP&Gが新たなパートナーシップのもとで販売の準備を進めるとしている。なお、「ヴイックス メディケイテッド ドロップ」「ヴイックス メディカル トローチ」「ヴイックスのど飴」については、大正製薬が販売を継続する。

### 旧P&Gの商品関連

#### 大正製薬が販売している旧P&Gの商品
- コーラック - 1997年に事業譲渡された便秘薬。
- ヴイックス メディケイテッド ドロップ - 2002年に事業譲渡されたのど治療薬。
- カルシックス - 元々はP&Gの「ハボーン」が由来のカルシウム製剤。

#### その他の旧P&Gの商品
- ミューズ - 2008年にレキットベンキーザー・ジャパンに事業譲渡された薬用石鹸。元々はミツワ石鹸の商品で、経営破綻時に事業をP&G社に譲渡した。
- クレアラシル - 2000年にブーツ・ヘルスケアに事業譲渡されたニキビ治療薬。その後2006年に、レキットベンキーザーに譲渡された。
- ミルトン - 1998年に杏林製薬に事業譲渡された哺乳瓶の消毒液。
- アテント - 2007年に大王製紙（エリエールブランドに移行）に事業譲渡された介護用紙オムツ。
- マックスファクター - 2015年にアメリカの香水会社コティに事業譲渡された化粧品ブランド。ヴイックスブランドが大正製薬に事業譲渡する前の販売元。